# Turku (hrad)
Hrad v Turku (finsky Turun linna, švédsky Abo Slott) je středověký hrad ve finském městě Turku. Je největší dochovanou středověkou budovou ve Finsku. Stavba hradu začala okolo roku 1280. Byl sídlem správy provincie Österland, tedy území dnešního Finska ovládaného ve středověku Švédskem. Byl stavěn jako pohraniční pevnost, dobýván cizinci byl však pouze roku 1318, při invazi Novgorodu do Finska, jinak sehrával roli spíše v konfliktech uvnitř švédské a kalmarské říše. Rozkvět hradu nastal především v polovině 16. století, kdy zde sídlil tehdejší finský vévoda a budoucí švédský král Jan III. Švédský se svou ženou Kateřinou Jagellonskou. Jan nechal přistavět nové, renesanční patro, a vybudoval reprezentativní sál. V letech 1573–1579 byla na hradě vězněna švédská královna Karin Månsdotterová, to když Jan III. povstal proti jejímu muži Erikovi XIV. Status správního střediska hrad ztratil v 17. století. Na konci 19. století zde bylo vybudováno muzeum. V současnosti jde o nejnavštěvovanější finskou památku, s návštěvností okolo 200 000 turistů ročně.

## Galerie
- Historické vyobrazení hradu z 19. století
- Letecký pohled na hrad a město
- Nádvoří hradu
- Gotický královský sál
- Renesanční královský sál